# Monumentul lui Tudor Vladimirescu din București
Monumentul lui Tudor Vladimirescu este opera sculptorului român Teodor Burcă. A fost dezvelit în anul 1934. Realizată din bronz statuia are 2,50 metri înălțime și este plasată pe un soclu înalt de 5 metri, placat cu travertin. Statuia îl reprezintă pe Tudor Vladimirescu în picioare, tinând cu mâna dreaptă sabia ridicată deasupra capului și având în mâna stângă un drapel. În partea frontală a soclului este reprezentat un leu.
Tudor Vladimirescu (1780-1821) a fost inițiatorul și conducătorul Revoluției de la 1821 din Țara Românească. Dorința ce mai mare a lui Tudor a fost să ridice „norodul la arme”, având drept obiectiv „descătușarea deplină a poporului român din robia influențelor răsăritene, schimbându-se orientarea vieții spirituale și materiale spre apus” (Eugen Lovinescu). Intrând în București în fruntea „adunării poporului”, este primit cu entuziasm de către masele populare din capitală. În primăvara anului 1821 a preluat conducerea țării, fiind numit de popor „Domnul Tudor”. Este trădat și ucis în același an la Târgoviște, din dispoziția lui Alexandru Ipsilanti, conducătorul „Eteriei”, fost aliat cu Tudor.
Opera este înscrisă în Lista monumentelor istorice 2010 - Municipiul București - la nr. crt. 2343, cod LMI B-III-m-B-20025.
Monumentul este amplasat pe strada Precupeții Vechi, sector 2, la intersecția cu strada Mihai Eminescu (în părculețul de lângă Biserica Precupeții Vechi - Biserica Tuturor Sfinților).